# Panteizem
Panteizem je prepričanje, da so resničnost, vesolje in kozmos identični z vrhovnim nadnaravnim bitjem (božanstvom) ali entiteto, ki ji je vesolje za lastno božanstvo stvarnika, ki se še vedno širi in obstaja že od začetka časa; ali da vse stvari sestavljajo vseobsegajoče in bistveno božanstvo, vesolje pa je manifestacija božanstva. Kot del edinega božanstva se štejejo tudi vsa astronomska telesa.
Čaščenje vseh bogov vseh religij ima drugačno definicijo in se imenuje omnizem. Panteistično verovanje ne priznava posebnega osebnega oz. antropomorfnega boga, ampak namesto tega označuje široko paleto različnih naukov o oblikah odnosov med resničnostjo in božanstvom. Panteistični koncepti so stari več tisočletij, njihovi elementi pa so bili identificirani v različnih verskih tradicijah. Izraz panteizem je skoval matematik Joseph Raphson leta 1697 in se od takrat uporablja za opisovanje prepričanj različnih ljudi in organizacij.
Panteizem je bil v zahodni kulturi populariziran kot teologija in filozofija, ki povečini temelji na knjigi Barucha Spinoze iz 17. stoletja z naslovom Etika. Za panteistično držo se je v 16. stoletju zavzel tudi filozof in kozmolog Giordano Bruno.

## Etimologija
Panteizem izhaja iz starogrške besede πᾶν, 'pan' (kar pomeni "vse, od vsega") in θεός 'theos' (kar pomeni "bog, božanski"). Prva znana kombinacija teh korenov se pojavi v latinščini v knjigi Josepha Raphsona iz leta 1697 z naslovom De Spatio Reali seu Ente Infinito, kjer se sklicuje na pantheismus Spinoze in drugih.

## Definicije
Obstaja veliko definicij panteizma. Nekateri menijo, da gre za teološki in filozofski koncept Boga.:p.8
Je doktrina, ki Boga enači z vesoljem ali vesolje obravnava kot manifestacijo Boga.
Panteizem je pogled, da je vse (stvarstvo) del vseobsegajočega oz. imanentnega Boga. Vse oblike resničnosti se lahko potem štejejo bodisi za slike Bitja bodisi za njemu enake. Nekateri menijo, da je panteizem nereligiozno filozofsko stališče. Zanje je panteizem stališče, da sta vesolje (celota vsega stvarstva) in Bog enaka.